# Monkton Combe
Monkton Combe is een civil parish in het bestuurlijke gebied Bath and North East Somerset, in het Engelse graafschap Somerset met 554 inwoners.